# Indian Brook (Halls Bay)
Der Indian Brook ist ein etwa 85 km langer Zufluss der Halls Bay im Nordwesten der zur kanadischen Provinz Neufundland und Labrador gehörenden Insel Neufundland.

## Flusslauf
Der Indian Brook entspringt östlich des Barren Pond auf einer Höhe von etwa 300 m. In seinem Quellgebiet befinden sich zwei namenlose Seen, die er durchfließt. Von diesen fließt er in überwiegend östlicher Richtung zum Lake Buck. Die Abflüsse der nördlich gelegenen Seen Upper Indian Pond und Gillards Lake münden wenig später linksseitig in den Indian Brook. Bei Flusskilometer 58 befindet sich ein Damm (⊙). Südlich von diesem führt ein 1,5 km langer Ableitungskanal einen Großteil des Flusswassers zum Birchy Lake, der zum Seensystem des Grand Lake gehört, das dort zur Wasserkraftnutzung vom Wasserkraftwerk Deer Lake genutzt wird. Unterhalb des Damms verläuft der Trans-Canada Highway über eine Strecke von 35 km entlang dem rechten Flussufer. Der Indian Brook durchfließt den See Indian Pond, in welchen der von Westen kommende Black Brook mündet. Die Route 390, die vom Trans-Canada Highway abzweigt, überquert bei Flusskilometer 12,5 den Indian Brook und verläuft anschließend entlang dem linken Flussufer des Indian Brook bis nach Springdale. Knapp 6 Kilometer oberhalb der Mündung befinden sich die Stromschnellen Indian Falls am Flusslauf. Der Indian Brook nimmt noch rechts den Burnt Berry Brook sowie von links den Davis Brook auf, bevor er schließlich südlich der Gemeinde Springdale in das Westufer der Halls Bay, einer 36 km tiefen Bucht an der Nordküste von Neufundland, mündet. 

## Hydrologie
Das Einzugsgebiet des Indian Brook umfasst eine Fläche von etwa 1200 km². Der mittlere Abfluss am Pegel oberhalb der Indian Falls beträgt 19,4 m³/s. Im Mai führt der Fluss an dem Pegel die größte Wassermenge mit im Mittel 64,3 m³/s. Das Flusswasser aus dem 238 km² großen Einzugsgebiet des Oberlaufs wird größtenteils zum Birchy Lake abgeleitet. Der mittlere Abfluss im Ableitungskanal beträgt 6,5 m³/s.

## Flussfauna
Im Indian Brook kommt der Atlantische Lachs vor. Dessen Bestand im Flusssystem gilt als „nicht gefährdet“.